# Richard Strachan
Richard Strachan  (* 18. November 1986) ist ein ehemaliger britischer Sprinter, der sich auf die 400-Meter-Distanz spezialisiert hat. Seinen größten Erfolg feierte er mit dem Sieg in der 4-mal-400-Meter-Staffel bei den Halleneuropameisterschaften 2013 in Göteborg.

## Sportliche Laufbahn
Erste internationale Erfahrungen sammelte Richard Strachan im Jahr 2005, als er bei den Junioreneuropameisterschaften in Kaunas mit der britischen 4-mal-400-Meter-Staffel in 3:06,67 min die Goldmedaille gewann. 2011 belegte er bei den Halleneuropameisterschaften in Paris in 46,74 s den fünften Platz über 400 Meter und gewann mit der Staffel in 3:06,46 min gemeinsam mit Nigel Levine, Nick Leavey und Richard Buck die Silbermedaille hinter dem französischen Team. Im September erreichte er bei den Weltmeisterschaften in Daegu das Finale im Staffelbewerb und belegte dort in 3:01,16 min den sechsten Platz. 2013 belegte er bei den Halleneuropameisterschaften in Göteborg in 47,02 s den sechsten Platz über 400 Meter und siegte mit der Staffel in 3:05,78 min gemeinsam mit Michael Bingham, Richard Buck und Nigel Levine. 2018 beendete er dann seine aktive sportliche Karriere im Alter von 32 Jahren.

## Persönliche Bestzeiten
- 200 Meter: 20,93 s (+0,7 m/s), 30. Juni 2013 in Castres
  - 200 Meter (Halle): 21,02 s, 6. Februar 2011 in Birmingham
- 400 Meter: 45,48 s, 7. Juli 2013 in La Chaux-de-Fonds
  - 400 Meter (Halle): 46,22 s, 2. Februar 2013 in Birmingham